# Голий Оток

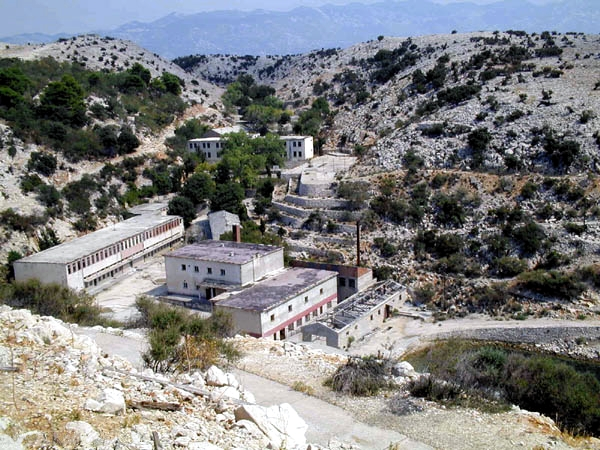
Покинута в'язниця на острові Голий Оток

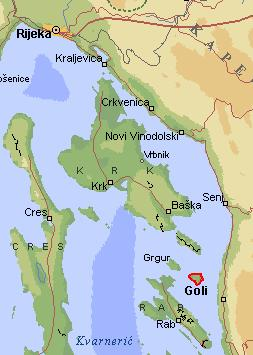
Голий Оток і сусідні острови

Го́лий О́ток (хорв. Goli otok «голий острів»; італ. Isola Calva) — безлюдний і безплідний острів у хорватській частині Адріатичного моря, у безпосередній близькості від узбережжя Приморсько-Ґоранської жупанії.
Сумновідомий як місце позбавлення волі для політичних в'язнів у комуністичній Югославії, частиною якої була тодішня Хорватія. Розташована на острові тюрма діяла з 1949 до 1989 року, особливо активно — за часів правління Тіто.

## Положення
Острів лежить у північній Адріатиці між північно-східною частиною острова Раб і узбережжям материка у північній частині Велебітської протоки (каналу), на схід від іншого безлюдного острова Светі-Гргур і на південь від острова Првич. Віддалений від суходолу приблизно на 6 км, а від великого острова Раб — 5 км. Уздовж південно-західного узбережжя острова є спустіле і занедбане селище Маслінє. Острів займає площу приблизно 4 км².

## Історія

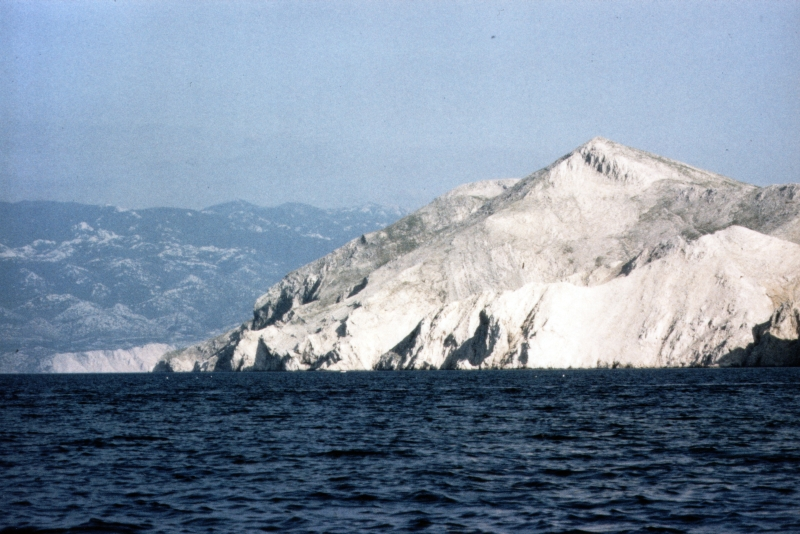
Північна частина острова

Попри те, що протягом минулих століть острів служив сезонним місцем випасу отар місцевих пастухів та мав кілька тимчасових пастуших жител і водозбірники для дощової води, він навряд чи коли-небудь був постійно заселений, за винятком ХХ сторіччя.
У Першу світову війну Австро-Угорщина створила на цьому необжитому острові табір, куди упродовж усієї війни відсилала російських військовополонених зі Східного фронту.
Після конфлікту Тіто і Сталіна у 1948 році влада комуністичної Югославії заслала на Голий Оток першу групу ув'язнених, усього близько 1 200 осіб, яких було викинуто з корабля просто на скелі 9 липня 1949. У 1949 році за особистим рішенням Тіто весь острів було офіційно перетворено на надсекретну в'язницю суворого режиму і трудовий табір у віданні федеральних органів влади, так само як і прилеглий острів Светі-Гргур, де виник подібний табір для ув'язнених жінок. До 1956 року, протягом т. зв. «періоду Інформбюро», він використовувався як політична тюрма для неблагонадійних — відомих і гаданих сталіністів та інших членів КПЮ або навіть безпартійних, звинувачених у проявах симпатії чи прихильності до СРСР. На острові також перебувало в ув'язненні чимало антикомуністів (сербських, хорватських, македонських, албанських та інших націоналістів тощо). Були на острові і неполітичні в'язні, які відбували там незначні кримінальні покарання (інколи навіть малолітні злочинці) і деякі з тих, що були засуджені на смерть. Загалом там відбували строк близько 16 000 політичних в'язнів, з яких від 400 до 600 померли на острові.

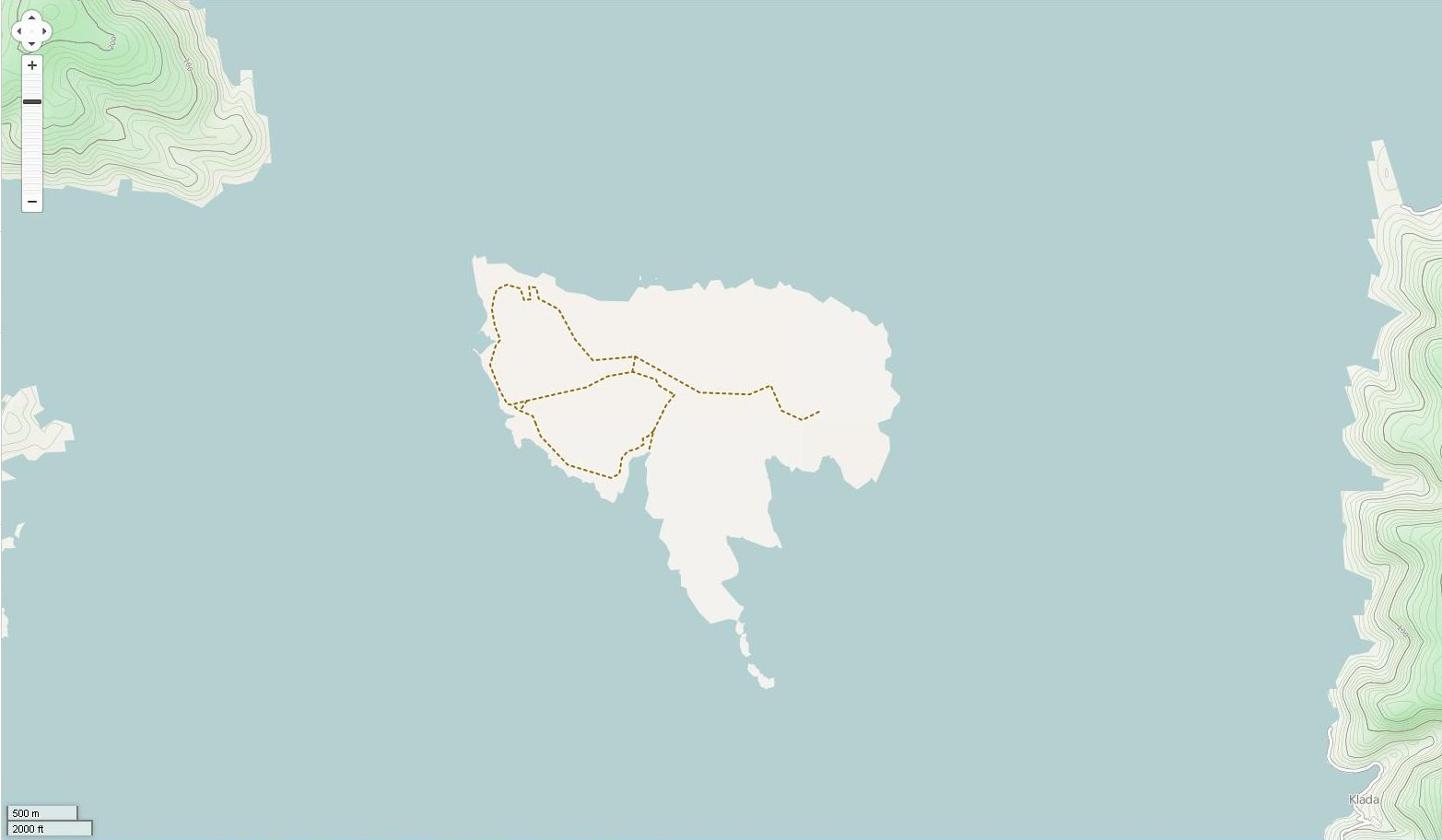
Карта острова

Ув'язнені були змушені працювати (в каменоломнях, копальнях бокситів, гончарнях і столярнях) без уваги на погодні умови: влітку температура перевищувала 35-40 °C, а взимку вони мерзли на лютому вітрі бора, а температура падала нижче за 0 °C. Охоронці регулярно били і жорстоко поводилися з ув'язненими або ж їх принижували інші в'язні. Охоронці не вбивали в'язнів, але й не заважали їм самим убивати один одного.
Після того, як Югославія нормалізувала відносини з Радянським Союзом, в'язниця Голий Оток у 1956 році перейшла від югославської федеральної влади до республіканських органів соціалістичної Хорватії. Попри це тюрма залишалася забороненою в Югославії темою. 1979 року Антоніє Ісакович написав про в'язницю роман «Трен» (Момент), але щоб видати його, довелося чекати, доки помре Тіто, що й сталося у 1980 році. Книжка зажила слави бестселера.
В'язницю було закрито 30 грудня 1988, а повністю покинуто 1989 року. Відтоді всі табірні споруди занепадають і нищаться.
Сьогодні на острів навідуються туристи на човнах та рибалки і пастухи з острова Раб. Останні влітку привозять сюди овець на пашу.
Колишні ув'язнені з Хорватії організувалися в Асоціацію колишніх політв'язнів острова Голий Оток. У Сербії такі люди згуртувалися в товариство «Голий Оток».
Острову присвячено кілька телефільмів, він згадується у багатьох літературних творах, зокрема, у написаному у 1995 році романі Філіпа Рота «Sabbath's Theater» (Театр шабашу), в опублікованому у 2002 році політичному есе словенця Драго Янчара «Бріоні» (Бріуни) та в автобіографічній новелі «Листівка з відпустки» хорватської письменниці Дубравки Угрешич, надрукованій у белградському літературно-критичному журналі «REČ časopis za književnost i kulturu, i društvena pitanja» (№ 74/20, 2006) і в книжці «Немає нікого вдома», що вийшла друком у Загребі 2005 року (назва новели італійською — Cartolina Estiva, переклад Луки Заноні, Osservatorio Balcani e Caucaso, 2008)

## Найвідоміші політв'язні острова

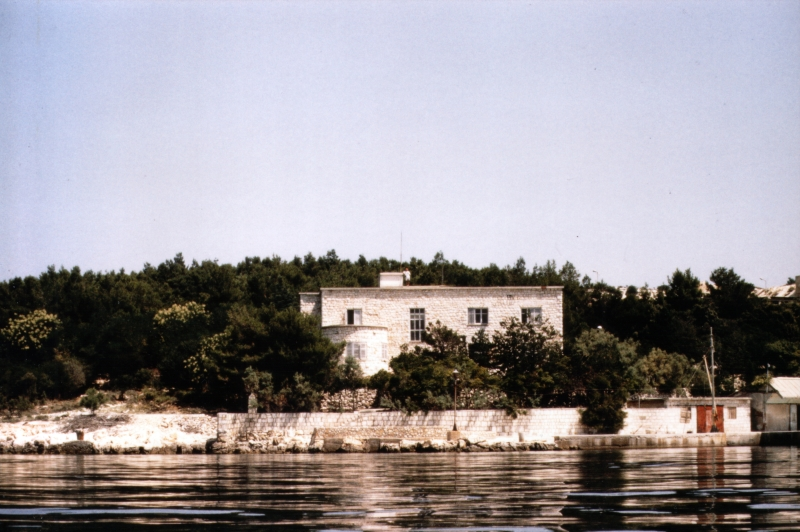
Колишня адміністративна будівля, сфотографована у 1991 році

- Нікола Клюс — колишній прем'єр-міністр Македонії[17]
- Адем Демачі — косовсько-албанський політик і літератор
- Шабан Байрамович — сербський ромський музикант
- Панко Брашнаров — болгарський і македонський політик
- Амді Байрам — македонський ромський політик і правозахисник
- Владо Дапчевич — чорногорський партизан
- Текі Дервіші — албанський письменник
- Владо Діяк — боснійський письменник
- Алія Ізетбегович — колишній президент Боснії і Герцеговини
- Тіне Логар — словенський мовознавець
- Венко Марковський — болгарський і македонський письменник
- Драголюб Мічунович — сербський партизан, соціолог і політик
- Драгослав Михайлович — сербський письменник
- Альфред Пал — хорватський художник-графік[18]
- Доброслав Парага — хорватський політик[19]
- Ігор Торкар — словенський письменник
- Саво Златич — хорватський лікар і політик[20]